# Museum Opsterland
Museum Opsterland (Fries: Museum Opsterlân) is een streekmuseum in Gorredijk in de Nederlandse provincie Friesland. Het museum is gevestigd in het uit 1887 stammende gebouw van de voormalige Openbare Lagere School.

## Beschrijving
De vaste tentoonstelling behandelt de geschiedenis van het dorp Gorredijk en de gemeente Opsterland.
Thema's zijn:
- Het ontstaan van de gemeente
- Turfwinning en veenderij: het graven van kanalen, de rol van de Compagnons, de armoede en de verschillen tussen arm en rijk, de invloed op het landschap

Vaste exposities zijn er over Domela Nieuwenhuis, Peter Wilhelm Janssen (van de Janssenstichting) en Pieter Jelles Troelstra.
Ook is er ruimte geschapen voor een socialistische drukkerij, zilvercollectie en zilverwerkplaats, archeologische vondsten en voor de geschiedenis van de Joodse gemeenschap in het dorp.
Daarnaast is er ruimte voor tijdelijke exposities gericht op de regionale geschiedenis en regionale kunstenaars.